# Debris Inc.
Debris Inc. war eine US-amerikanische Punk- und Doom-Metal-Band aus Chicago, Illinois, die im Jahr 2001 gegründet wurde und sich 2008 auflöste.

## Geschichte
Nachdem sich die Band Trouble aufgelöst hatte, versuchte Ron Holzner einen Neubeginn mit Barry Stern am Schlagzeug und dem Sänger Kyle Thomas von Exhorder, was jedoch nicht funktionierte. 2001 gab es eine Wiedervereinigung in der Originalbesetzung von Trouble. Der nun neue und weichere Stil sagte Holzner jedoch nicht zu. Zudem brannte sein Haus ab und seine Mutter erkrankte. Etwas später wurde er darauf aufmerksam, dass Dave Chandler die Band Saint Vitus verlassen hatte und sich in den Ruhestand begeben wollte. Holzner konnte ihn jedoch stattdessen überzeugen, zusammen mit ihm Debris Inc. zu gründen. Kurze Zeit später kam Karyn Crisis als Sängerin und Afzaal Nasiruddeen als Gitarrist zur Besetzung. Zusammen nahmen sie eine Coverversion des X-Liedes Nausea auf. Später kam der Zoetrope-Schlagzeuger Barry Stern zur Besetzung. 2002 spielte die Gruppe unter anderem auf dem Milwaukee Metalfest und dem Wacken Open Air. Im Jahr 2003 spielte die Band auf dem With Full Force. Im Mai 2004 ging die sie auf eine Tour durch Nordamerika zusammen mit Dixie Witch und Orange Goblin. Bei diesen Auftritten saß Jimmy Bower von Superjoint Ritual, Down und ehemals Corrosion of Conformity am Schlagzeug. Für einen Auftritt auf dem Templars of Doom Festival im Juni in Indianapolis war Stern wieder als Schlagzeuger vertreten. Im Dezember unterzeichnete die Gruppe einen Vertrag bei Rise Above Records. 2005 erschien hierüber das selbstbetitelte Debütalbum, worauf unter anderem eine Coverversion des Fear-Liedes I Love Living in the City zu hören ist. Außerdem coverte sie erneut das X-Lied Nausea, diesmal zusammen mit den Mitgliedern von Crisis. Im September 2005 ging es zusammen mit der italienischen Band Alix auf eine Europatournee. Eine weitere Tour durch Europa schloss sich im April 2006 zusammen mit Orange Sunshine an. Im Jahr 2008 wurde die Auflösung der Band offiziell bekanntgegeben.

## Stil
Detlef Dengler vom Metal Hammer ordnete die Band auf dem Album dem Punk zu. Im Interview mit Dengler gab Holzner an, dass Chandler ein Fan von Black Flag ist. Am Anfang habe man noch reinen Punk gespielt, ehe später Einflüsse aus dem Doom Metal hinzugekommen seien. Holzner gab an, dass seine Lieblingsband zwar Black Sabbath ist, er aber auch traditionellen Heavy Metal und sogar In Extremo höre. Dengler rezensierte in derselben Ausgabe zudem das Album. Neben Einflüssen von Black Flag könne man dem Album auch einen GBH-Einfluss anhören. In Liedern wie The Old Man And His Bong gebe es wiederum „psychedelischen, ultraschleichenden, Marihuana-geschwängerten Doom Metal“. Alex Henderson von Allmusic stellte fest, dass auf dem Album Punk im kalifornischen Stil geboten werde. Es seien zwar auch Elemente aus dem Doom Metal hörbar, jedoch würde der Punk dominieren. Die Musik sei somit eher mit der von Bands wie Black Flag, Circle Jerks und Germs vergleichbar als mit Saint Vitus, EyeHateGod und Orange Goblin. Die Gruppe spiele unpolitischen Punk.

## Diskografie
- 2004: Happy Violent Drunken Stoner Punk Doom (Demo, Eigenveröffentlichung)
- 2005: Debris Inc. (Album, Rise Above Records)